# Муммеїт
Муммеїт — мінерал класу сульфідів. Він названий на честь Вільяма Густава Мумме (1936-), австралійського мінералога, який першим дослідив цей мінерал, на знак визнання його робіт із досліджень сульфосолей.

## Характеристики
Муммеїт — це сульфосіль (AmBnSp) з хімічною формулою Cu0,58Ag3,11Pb1,10Bi6,65S13, ідеалізованою формулою (Cu, Ag)3-4(Pb, Bi)7-8S13. Кристалізується в моноклінній системі у вигляді зростків коротких стовпчастих кристалів до 1 мм, що чергуються з пластинками муммеїту та його різновиду, який називається свинцево-мідний муммеїт. Він сірого кольору і має твердість за шкалою Мооса 4.
За класифікацією Нікеля-Штрунца муммеїт належить до розділу «02.JA: Сульфосолі архетипу PbS, похідні галеніту з невеликим вмістом Pb або без нього» разом із такими мінералами: бенджамініт, бородаєвіт, купропавоніт, китайбеліт, лівінгстоніт, маковіцькіїт, павоніт, груміплюцит, мозговаїт, купромаковіцькіїт, кудрявіт, купромакопавоніт, дантопаїт, купробісмутит, годрушит, падераїт, піцгрішит, купчикіт, шапбахіт, кубоаргірит, богдановичит, матілдит і волинськіт.

## Утворення та місця знаходження
Муммеїт був виявлений 1986 року у копальні «Аляска» в окрузі Сан-Хуан, штат Колорадо. Його також знайшли у Вишні Боці, в Жиліні та у копальні «Розалія», у Банській Бистриці (Словаччина) та у копальнях району Лавріон в Аттиці (Греція).
Зразки, видобуті з копальні «Аляска», часто асоційовані з іншими мінералами, такими як халькопірит, сфалерит, пірит, уреїт, шапбахіт, гейровськіїт і кварц.